# Висш институт за международни изследвания и изследвания на развитието
Висшият институт за международни изследвания и изследвания на развитието (на френски: Institut de hautes études internationales et du développement) е висше училище в Женева, Швейцария.
Насочен към следдипломно обучение в областта на международните отношения, институтът е основан през 1927 година от няколко функционери на Обществото на народите и днес поддържа близки връзки с Организацията на обединените нации. Към 2018 година в него се обучават около 1000 докторанти от над 100 страни по света.